# Кудичини, Карло
Ка́рло Кудичи́ни (итал. Carlo Cudicini; род. 6 сентября 1973, Милан) — итальянский футболист, вратарь, тренер.

## Карьера

### Клубная
Начал выступать в «Милане», в клубе, где в 60-е годы блистал его отец, Фабио Кудичини, названный болельщиками команды лучшим голкипером «Россонери» двадцатого века. Молодой Карло играл за «Милан» в двух матчах Лиги чемпионов, но ни разу не появлялся в матчах Серии A. Затем он выступал за клубы «Комо» и «Прато» в низших итальянских лигах. В 1996 году Карло перешёл в «Лацио», однако сыграл за римский клуб лишь один матч в лиге, так как получил травму кисти, выбившую его из игры на два года и ещё долгое время напоминавшую о себе. Затем были примерно два года в одной из низших лиг, в клубе «Кастель ди Сангро», за который он по причине проблем со здоровьем провёл лишь 14 игр.
В 1999 году Кудичини был приобретён за 160 тысяч фунтов стерлингов тренером лондонского «Челси» Джанлукой Виалли. Сначала Кудичини был взят «Челси» в аренду на сезон, а потом полностью перешёл в клуб. Изначально Кудичини приобретался на роль резервного голкипера — место в воротах «Челси» занимал Эд де Гуй. Однако Кудичини вытеснил из состава де Гуя, а затем выиграл борьбу за место в составе у другого конкурента — Марка Боснича. Карло был назван Игроком года «Челси» сезона 2001/02. Летом 2004 года «Челси» приобрёл Петра Чеха, который сразу вытеснил Карло из состава; спустя некоторое время Карло, и без того пропускавший матчи из-за проблем со здоровьем, получил ещё одну травму; следующие 4,5 года Кудичини являлся вторым вратарём команды.
26 января 2009 года Карло перешёл в «Тоттенхэм Хотспур» на правах свободного агента, расторгнув контракт с «Челси» по обоюдному согласию.
За «Тоттенхэм Хотспур» провел 11 матчей, в которых единожды отстоял «на ноль». Травма, полученная в ноябре 2009, выбила Карло из состава. В апреле 2010 Карло возобновил тренировки, что стало очень радостной новостью для поклонников лондонской команды. 24 мая 2011 года продлил контракт со «шпорами» сроком на 1 год.
1 января 2013 года Кудичини на правах свободного агента перешёл в «Лос-Анджелес Гэлакси».

### В сборной
Имеет опыт игры за юношеские и молодёжную сборные Италии в начале 1990-х годов; в главную сборную страны вызывался на товарищеский матч против Турции 20 ноября 2002 года (1:1), проведя всю игру на скамейке запасных.

## Достижения
Командные
«Милан»
- Чемпион Серии A: 1992/93
- Обладатель Суперкубка Италии: 1994
- Итого: 2 трофея

«Челси»
- Чемпион Премьер-лиги (2): 2004/05, 2005/06
- Обладатель Кубка Англии (2): 2000, 2007
- Обладатель Кубка Футбольной лиги (2): 2005, 2007
- Обладатель Суперкубка Англии (2): 2000, 2005
- Финалист Лиги чемпионов УЕФА: 2007/08
- Итого: 8 трофеев

Личные
- Игрок года по версии болельщиков «Челси»: 2002